# Tatjana Roslanowa
Tatjana Leonidnowna Roslanowa (russisch Татьяна Леонидовна Росланова, engl. Transkription Tatyana Roslanova; * 28. September 1980 in Aktjubinsk, Kasachische SSR, UdSSR als Tatjana Chadschimuradowa) ist eine ehemalige kasachische Sprinterin, die sich auf den 400-Meter-Lauf spezialisiert hatte, aber auch über 800 Meter an den Start ging.

## Sportliche Laufbahn
Erste Erfahrungen bei internationalen Meisterschaften sammelte Tatjana Roslanowa im Jahr 2002, als sie bei den Asienmeisterschaften in Colombo in 52,61 s auf Anhieb die Goldmedaille im 400-Meter-Lauf gewann. Anschließend belegte sie beim IAAF World Cup in Madrid in 52,44 s den siebten Platz und gelangte mit der 4-mal-400-Meter-Staffel nach 3:37,18 min auf Rang neun. Daraufhin nahm sie erstmals an den Asienspielen in Busan teil und wurde dort in 54,44 min Siebte im Einzelbewerb, gewann mit der kasachischen Staffel in 3:31,72 min die Silbermedaille hinter dem Team aus Indien. Im Jahr darauf nahm sie im 800-Meter-Lauf an den Weltmeisterschaften nahe Paris teil und schied dort mit 2:07,98 min in der ersten Runde aus und verpasste auch mit der Staffel mit 3:31,20 min den Finaleinzug. Anschließend gewann sie bei den Asienmeisterschaften in Manila in 2:02,41 min die Silbermedaille über 800 Meter hinter der Myanmarerin Yin Yin Khine und sicherte sich auch mit der Staffel in 3:32,82 min die Silbermedaille hinter dem Team aus China. Daraufhin siegte sie bei den Zentralasienspielen in Duschanbe in 53,03 s über 400 Meter sowie in 2:04,47 min auch im 800-Meter-Lauf. Kurz darauf wurde sie bei den Afro-Asiatischen-Spielen in Hyderabad in 53,89 s Vierte im Einzelbewerb über 400 Meter und gewann mit der Staffel in 3:32,41 min die Bronzemedaille hinter den Teams aus Nigeria und der gesamtafrikanischen Mannschaft. 2004 siegte sie bei den erstmals ausgetragenen Hallenasienmeisterschaften in Teheran in 54,46 s und nahm im Sommer über 800 Meter an den Olympischen Spielen in Athen teil und schied dort mit 2:06,39 min im Vorlauf aus. Zudem stellte sie in diesem Jahr mit 50,68 s einen neuen Landesrekord über 400 Meter auf.
2005 gewann sie bei der Sommer-Universiade in Izmir in 52,46 s die Bronzemedaille über 400 Meter hinter der Russin Natalja Nasarowa und Fatou Bintou Fall aus dem Senegal, während sie mit der Staffel in 3:32,83 min Rang sechs erreichte. Anschließend gewann sie bei den Asienmeisterschaften in 3:32,61 min die Silbermedaille mit der Staffel hinter dem indischen Team und belegte über 400 Meter in 52,96 s den vierten Platz. Im November siegte sie dann bei den Hallenasienspielen in Bangkok in 52,69 s über 400 Meter und wurde mit der Staffel disqualifiziert. 2007 gewann sie bei den Asienmeisterschaften in Amman in 3:50,81 min die Bronzemedaille hinter den Teams aus Indien und Japan und siegte daraufhin bei den Hallenasienspielen in Macau in 3:37,59 min. 2011 wurde sie bei den Asienmeisterschaften in Kōbe mit der Staffel disqualifiziert und startete anschließend bei den Weltmeisterschaften in Daegu, bei denen sie ihren Vorlauf aber nicht beenden konnte.
2002 wurde Roslanowa kasachische Meisterin im 400-Meter-Lauf sowie 2003 über 800 Meter. Zudem wurde sie 2003 und 2004 Hallenmeisterin über 800 Meter sowie 2005 über 400 Meter.

## Persönliche Bestzeiten
- 400 Meter: 50,68 s, 5. Juni 2004 in Almaty (kasachischer Rekord)
  - 400 Meter (Halle): 52,69 s, 14. November 2005 in Bangkok
- 800 Meter: 1:59,50 min, 30. Mai 2004 in Bischkek